# اوب

اوب (به فرانسوی: Aube) دهمین شهرستان فرانسه است. شهرستان اوب در شمال شرق (متمایل به مرکز) این کشور قرار دارد. این شهرستان زیرمجموعه ناحیه شامپانی آردن می‌باشد . مساحت این شهرستان ۶٬۰۰۴ کیلومتر مربع و جمعیت آن ۲۹۲٬۱۳۱ نفر است. این شهرستان در خلال انقلاب فرانسه بر پا گردید.